# إيلي سماحة
إيلي سماحة (ولد في 10 مايو 1955 في زحلة في لبنان) هو منتج سينمائي ومالك لملهى لبناني-أمريكي.

## روابط خارجية
- إيلي سماحة على موقع IMDb (الإنجليزية)
- إيلي سماحة على موقع أول موفي (الإنجليزية)
- إيلي سماحة على موقع قاعدة بيانات الأفلام السويدية (السويدية)
- إيلي سماحة على موقع ديسكوغز (الإنجليزية)
- إيلي سماحة على موقع قاعدة بيانات الفيلم (الإنجليزية)